# 濡女

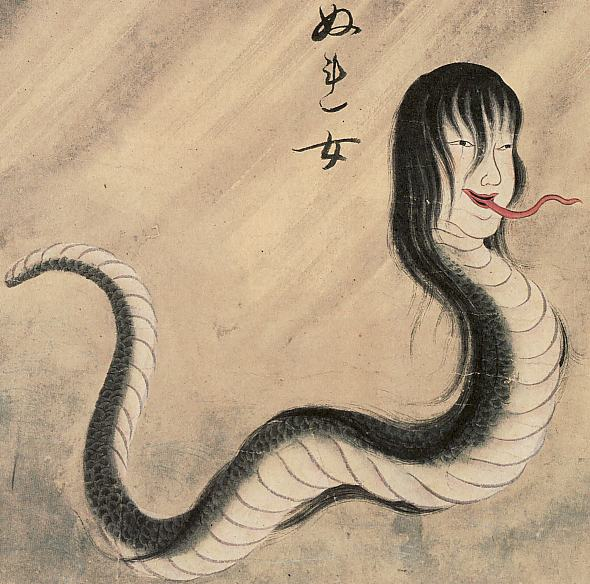
佐脇嵩之『百怪圖卷』「濡女」

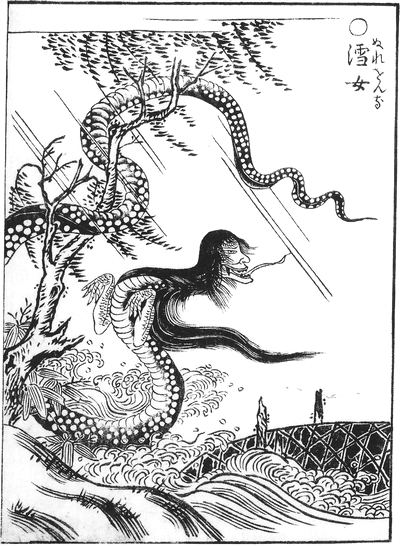
鳥山石燕『畫圖百鬼夜行』「濡女」

濡女（ぬれおんな）為日本傳說的妖怪，是一種水妖，各地傳承的外型、特徵雖不一樣，但共通之處是會食人。

## 概要
關於濡女的外型有兩種說法，其一種是上半身為人類女性的外型，下半身為蛇身，另一說法是有著人臉和長髮的蛇，但不管那種說法，都說濡女有著潮濕的頭髮、裂嘴的外貌和分岔的蛇信，經常以下半身浸於水裡的模樣現身。
傳說中濡女會和牛鬼合作，濡女會以懷抱嬰兒的婦人型態現身，委託見到的對象幫忙抱孩子，一旦被盯上的對象答應抱孩子，懷裡的嬰兒將會變得越沉重，最終令受害對象無法脫逃，然後牛鬼隨之現身襲擊受害者。
一般認為濡女跟牛鬼是聯手搭檔的妖怪，也有說法認為濡女是牛鬼的化身。
鹿兒島縣當地居民更盛傳只要見及濡女便會大病不起，所以當地漁民會避免在盂蘭盆節出海。部分地區的傳說濡女會出沒在近水地區的岸邊梳理頭髮，若有人受其吸引接近，便會迅速露出下半身的蛇尾纏住受害者，吸乾受害者身上的所有血液。
在九州地區，有個和濡女接近、同樣會出現在近河川海域的妖怪磯女。

## 相關文獻和藝術著作
江戸時代的『百怪圖巻』和浮世繪畫家鳥山石燕的『畫圖百鬼夜行』裡登場的濡女被描繪為人面蛇體的姿態。而在昭和時代初期的民俗学者藤澤衛彦的著書『妖怪画談全集 日本篇 上』参考和收錄江戸時代的文久2年（1819年）的文獻，記錄濡女襲擊人類的記錄。

## 登場的大眾作品
- 妖怪醫生
- 鬼太郎
- 妖怪旅館營業中：靜奈

## 脚注
1. ↑  多田克己. 京極夏彦・多田克己編 , 编. . 国書刊行会. 2000: 145–146. ISBN 978-4-336-04187-6.